# Tubby Stayman
Josephine "Tubby" Stayman (ur.  1922) – amerykańska brydżystka. Jej mężem był Samuel Stayman.

## Wyniki brydżowe

### Zawody światowe
W światowych zawodach zdobyła następujące lokaty:
| Mistrzostwa Świata. Konkurencja teamów | Mistrzostwa Świata. Konkurencja teamów | Mistrzostwa Świata. Konkurencja teamów | Mistrzostwa Świata. Konkurencja teamów | Mistrzostwa Świata. Konkurencja teamów | Mistrzostwa Świata. Konkurencja teamów |
| Rok                                    | Miejsce                                | Zawody                                 | Kategoria                              | Drużyna                                | Pozycja                                |
| -------------------------------------- | -------------------------------------- | -------------------------------------- | -------------------------------------- | -------------------------------------- | -------------------------------------- |
| 1974                                   | Las Palmas                             | 3. Mistrzostwa Świata                  | Miksty                                 | Stayman                                | 2                                      |

## Klasyfikacja
- Tubby Stayman – klasyfikacja WBF (ang.)